# 小牧市南スポーツセンター

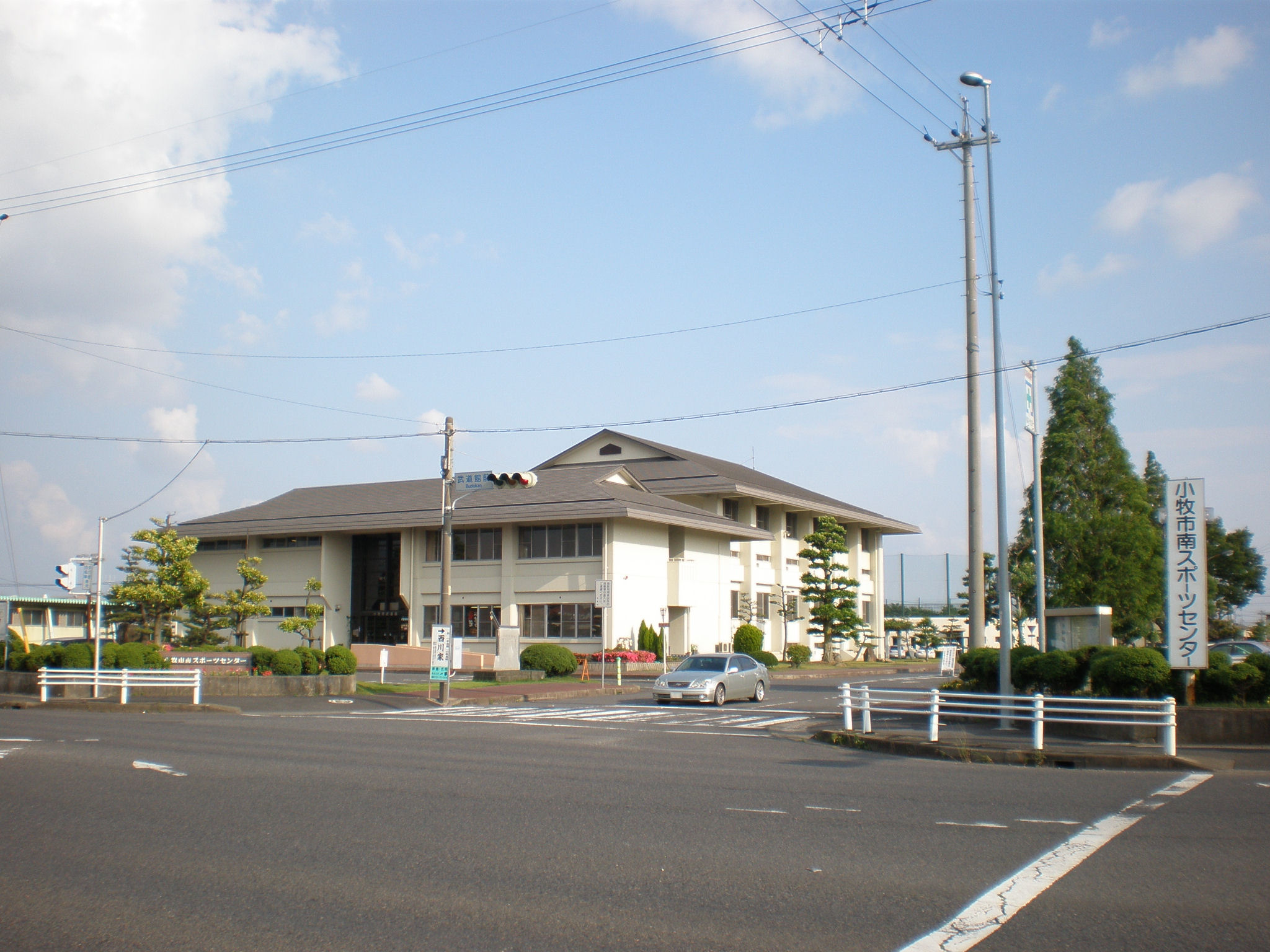
小牧市南スポーツセンター・正面入り口

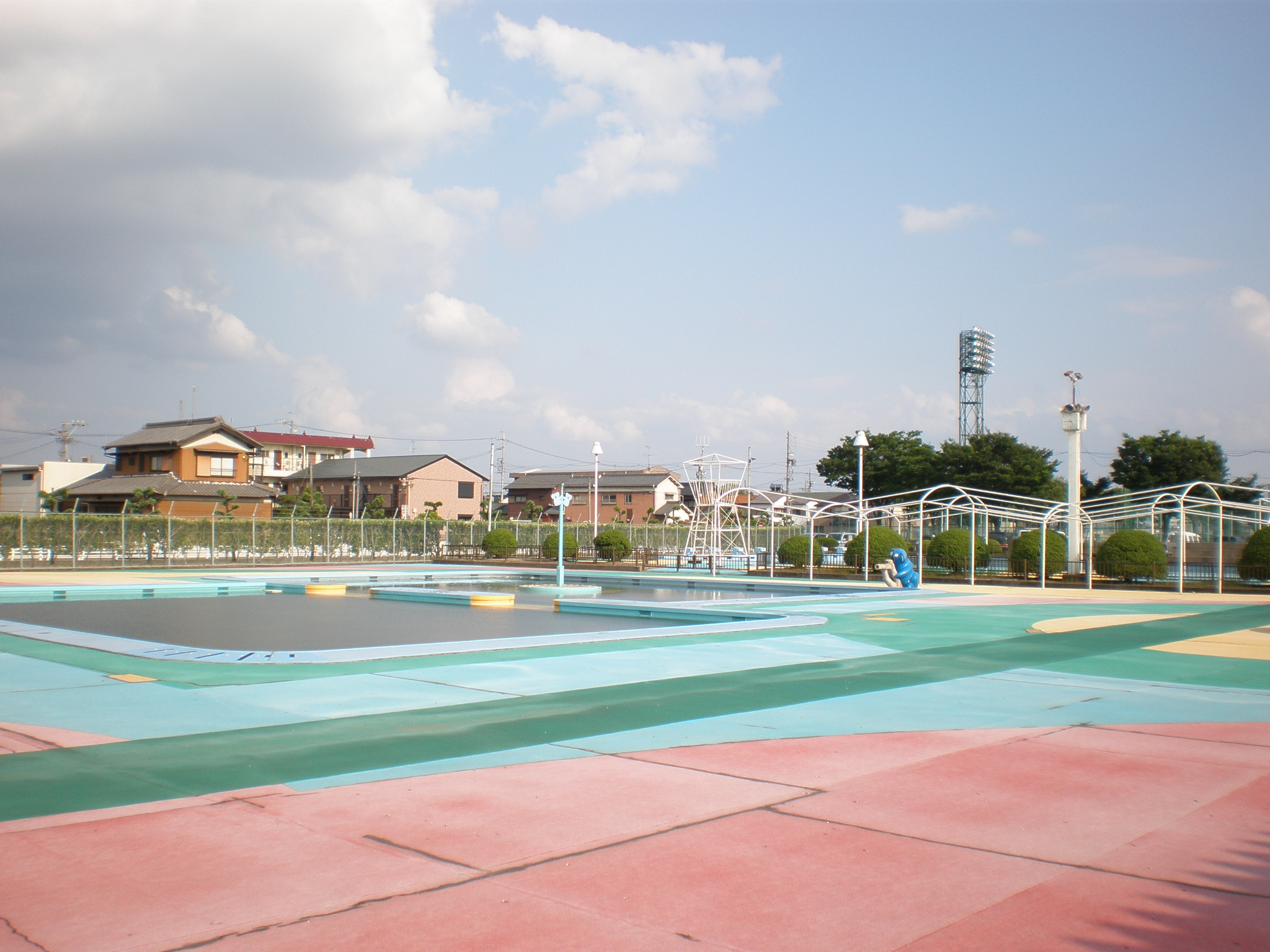
プール

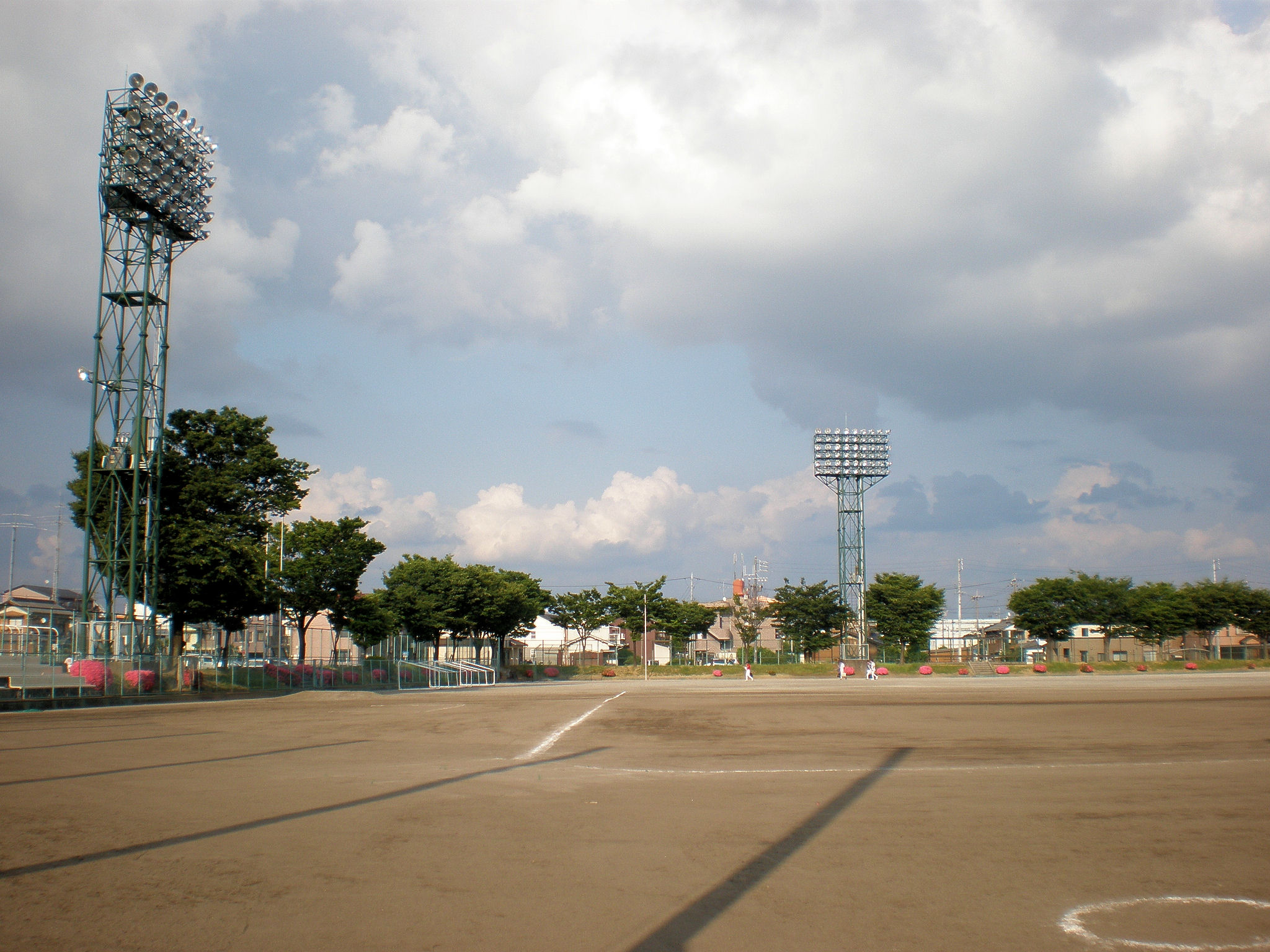
野球場

小牧市南スポーツセンター（こまきしみなみスポーツセンター）とは、愛知県小牧市にあるスポーツ施設。

## 概要
プールとグラウンド、柔道や剣道などが行える武道場などがある。グラウンドの1面には夜間照明灯がある。

## 施設
- プール
  - 50m9コースの競泳用プールと子供用の徒渉プールがある。
- グラウンド[注 1]
  - A面とB面があり、各々軟式野球、ソフトボールで利用可能。両面でサッカー、陸上競技でも利用可能である。
- 武道場
  - 1回が柔道場、2回が剣道場になっており、研修室、シャワー室等もある。
- 駐車場

## 所在地
- 愛知県小牧市郷中2丁目201番地

## 交通手段
- 名鉄小牧線の小牧口駅下車、徒歩で約20分。

## 周辺
- こまき楽の湯
- 清水屋 小牧店
- フィール小牧店
- 小牧市立小牧南小学校
- ジョーシン小牧店